# Aurora (album Susumu Hirasawy)
AURORA – czwarty solowy album studyjny Susumu Hirasawy, wydany w Japonii 25 lutego 1994 roku przez Polydor Records.
Album został wydany ponownie przez Universal Music Japan 5 listopada 2014 roku (SHM-CD).

## Lista utworów
Wszystkie utwory zostały napisane, skomponowane i zaaranżowane przez Susumu Hirasawę.
| CD  | CD | CD      |
| Nr  | Tytuł utworu | Długość |
| --- | --- | ------- |
| 1.  | „Ishi no niwa” (jap. 石の庭, ang. Stone Garden)                                                                   | 6:02    |
| 2.  | „LOVE SONG” | 7:02    |
| 3.  | „Aurora” (jap. オーロラ)                                                                                          | 4:17    |
| 4.  | „Chikara no uta” (jap. 力の唄, ang. Song of the Force)                                                            | 5:28    |
| 5.  | „Kaji o tore” (jap. 舵をとれ, ang. Take the Wheel)                                                                | 4:32    |
| 6.  | „Snow Blind” (jap. スノーブラインド)                                                                              | 6:40    |
| 7.  | „Kaze no bunshin” (jap. 風の分身, ang. The Double of Wind)                                                        | 4:51    |
| 8.  | „Hiroba de” (jap. 広場で, ang. In the Square)                                                                     | 4:34    |
| 9.  | „Tobira shima (Paranesian Circle)” (jap. トビラ島 (パラネシアン・サークル), ang. Island Door (Paranesian Circle)) | 13:29   |
| 10. | „Yonderu Bell” (jap. 呼んでるベル, ang. Ringing Bell)                                                             | 2:57    |
|     | | 59:52   |